# Émile Sacré (skipper)
Pour les articles homonymes, voir Émile Sacré et Sacré (homonymie).
Émile Sacré est un skipper français né le 16 mai 1861 à Lille et mort le 4 septembre 1933 à Rouen.

## Carrière
Émile Sacré participe aux courses de classe 0.5 tonneau et toutes catégories de voile aux Jeux olympiques d'été de 1900, à bord du Fantlet. Il remporte la médaille d'or à l'issue de la course de classe 0.5 tonneau et se classe quatrième de la course toutes catégories.